# Limousinerie
La limousinerie est une maçonnerie faite avec un appareil de moellons ou pierres des champs, et du mortier. Les maçons limousins ont donné leur nom à cet art de bâtir.
La limousinerie est l'art de mettre en œuvre diverses sortes de pierres, quelle que soit la nature de la pierre et la région dans laquelle elle se trouve, mais il faut que ces moellons ou pierres d'appareil n'atteignent pas une certaine hauteur d'assise (environ 30 cm) et demeurent maniables par un homme seul, sans utilisation d'autres moyens mécaniques.

## Exemples
Outre les innombrables limousineries que l'on peut trouver, notamment en campagne limousine et dans le Massif central (granges, murs, renforts, églises, chapelles de village, etc.), on notera des exemples plus célèbres, tels : le port de La Rochelle, des éléments importants du château et de la ville de Versailles, le Louvre moderne, les Tuileries, le château de Vaux-le-Vicomte, le quartier du Marais, les canaux de Paris, la plupart des immeubles haussmanniens...

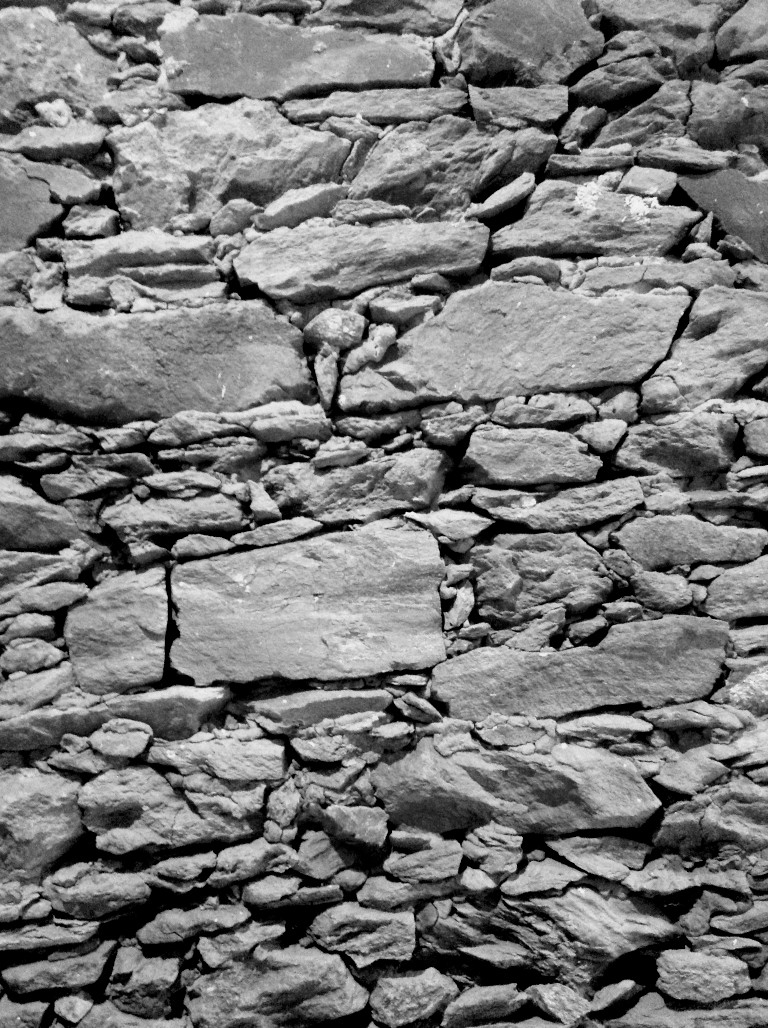
Détail de limousinerie
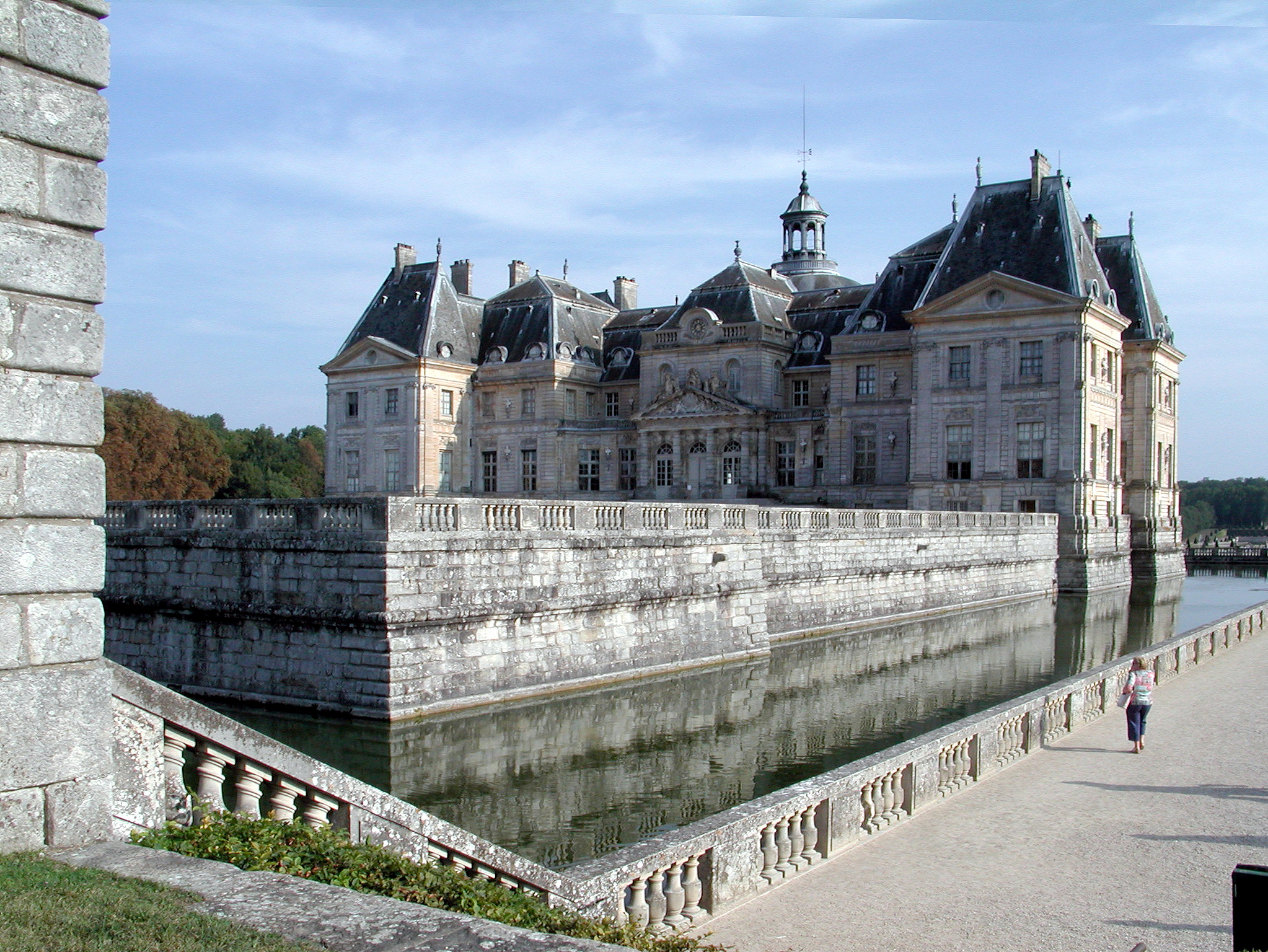
Travail au château de Vaux-le-Vicomte
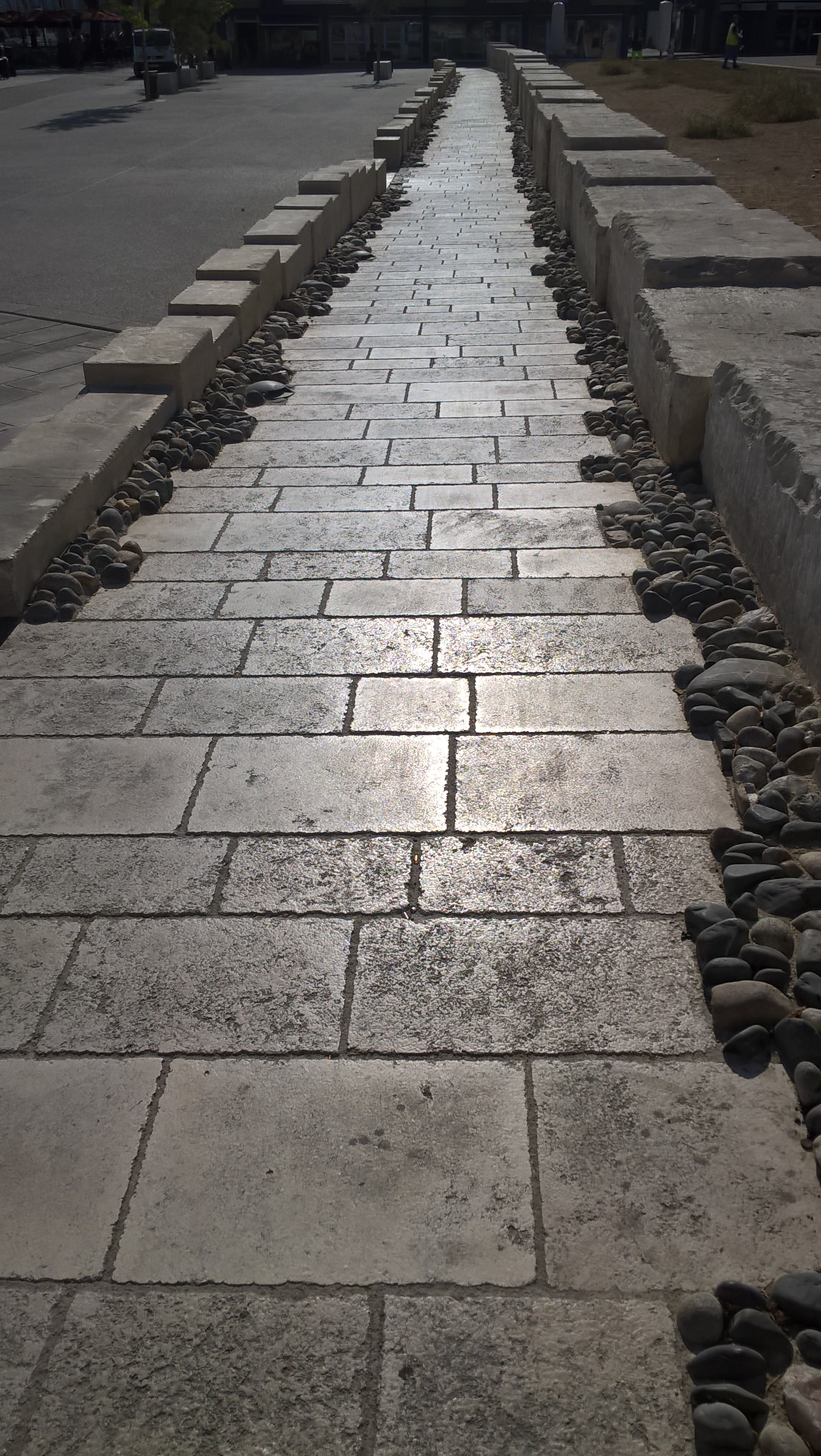
Détails du vieux port de La Rochelle
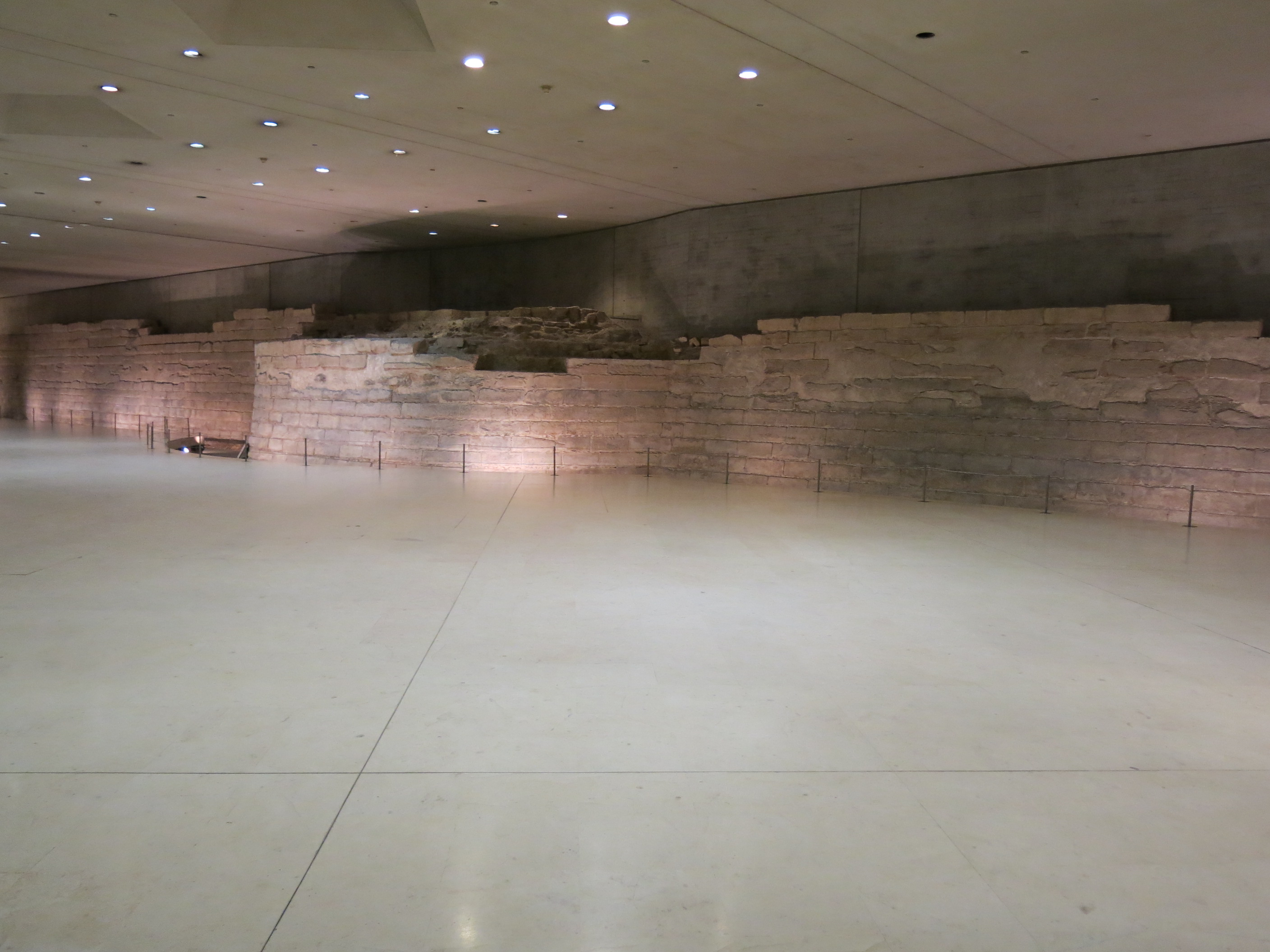
Carrousel du Louvre - Plateforme d'artillerie et mur d'escarpe
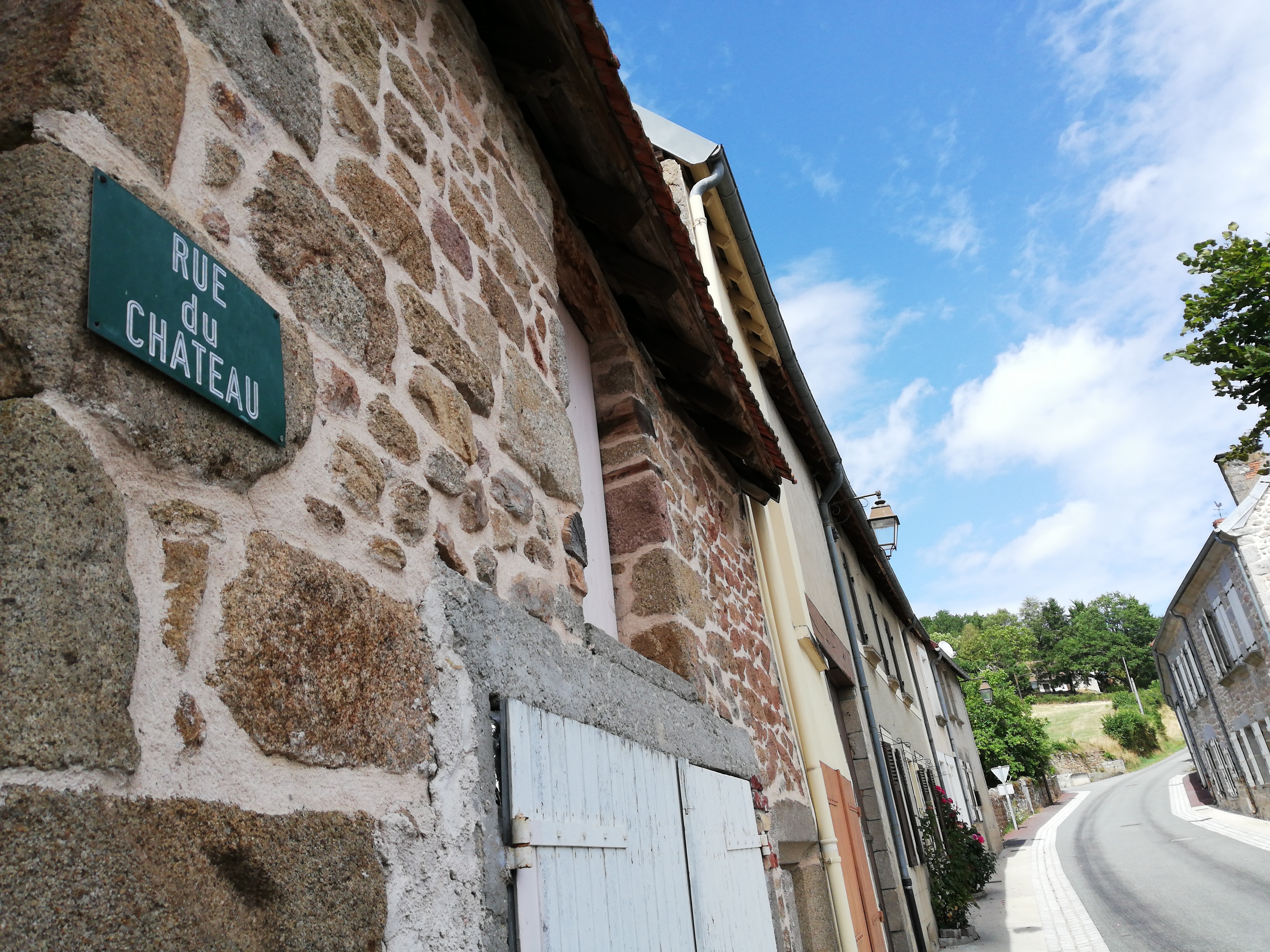
Limousinerie de grange à Bellegarde-en-Marche, Creuse, Nouvelle-Aquitaine
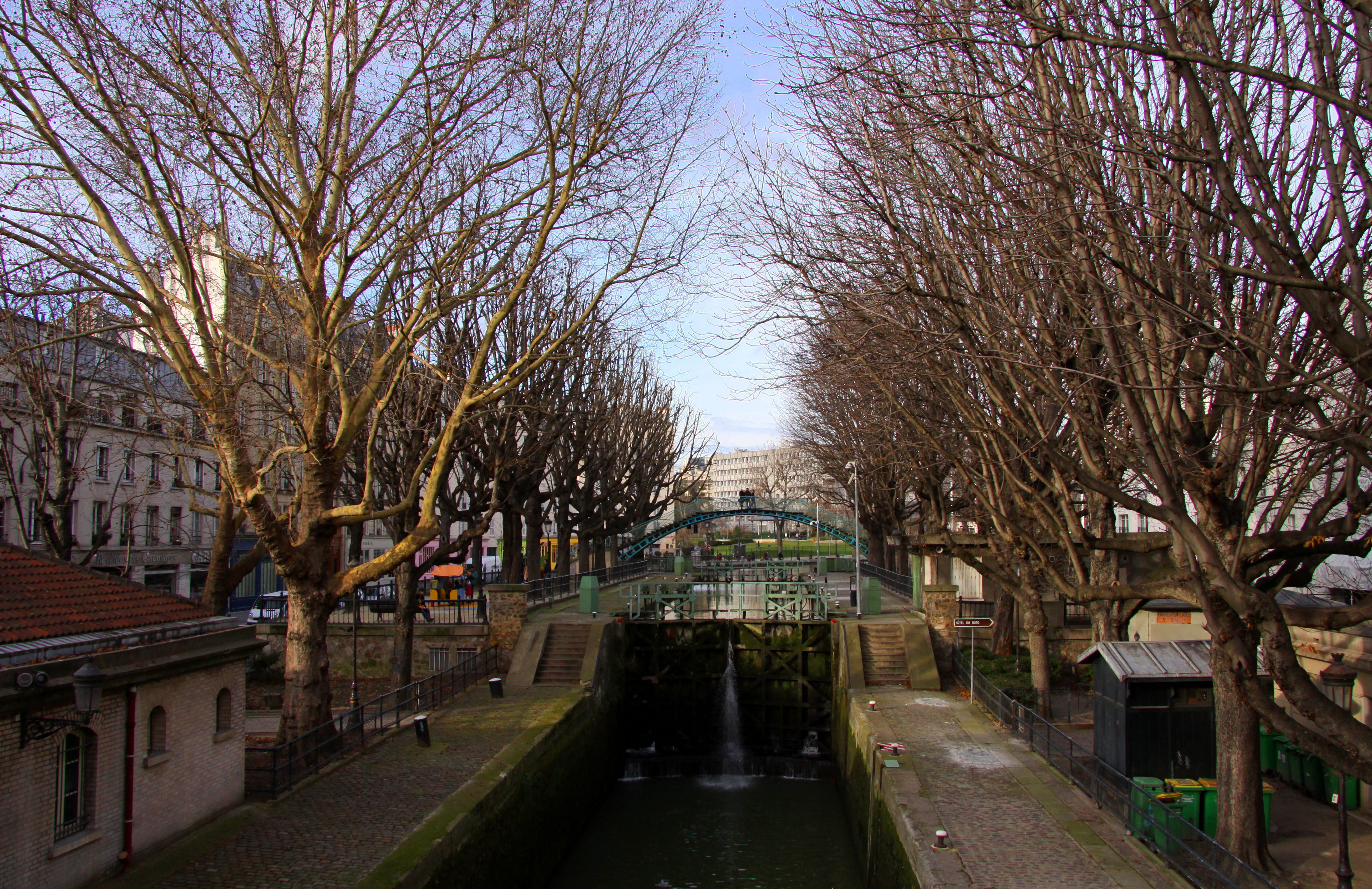
Canal Saint-Martin (passerelle Michèle-Morgan, Paris)
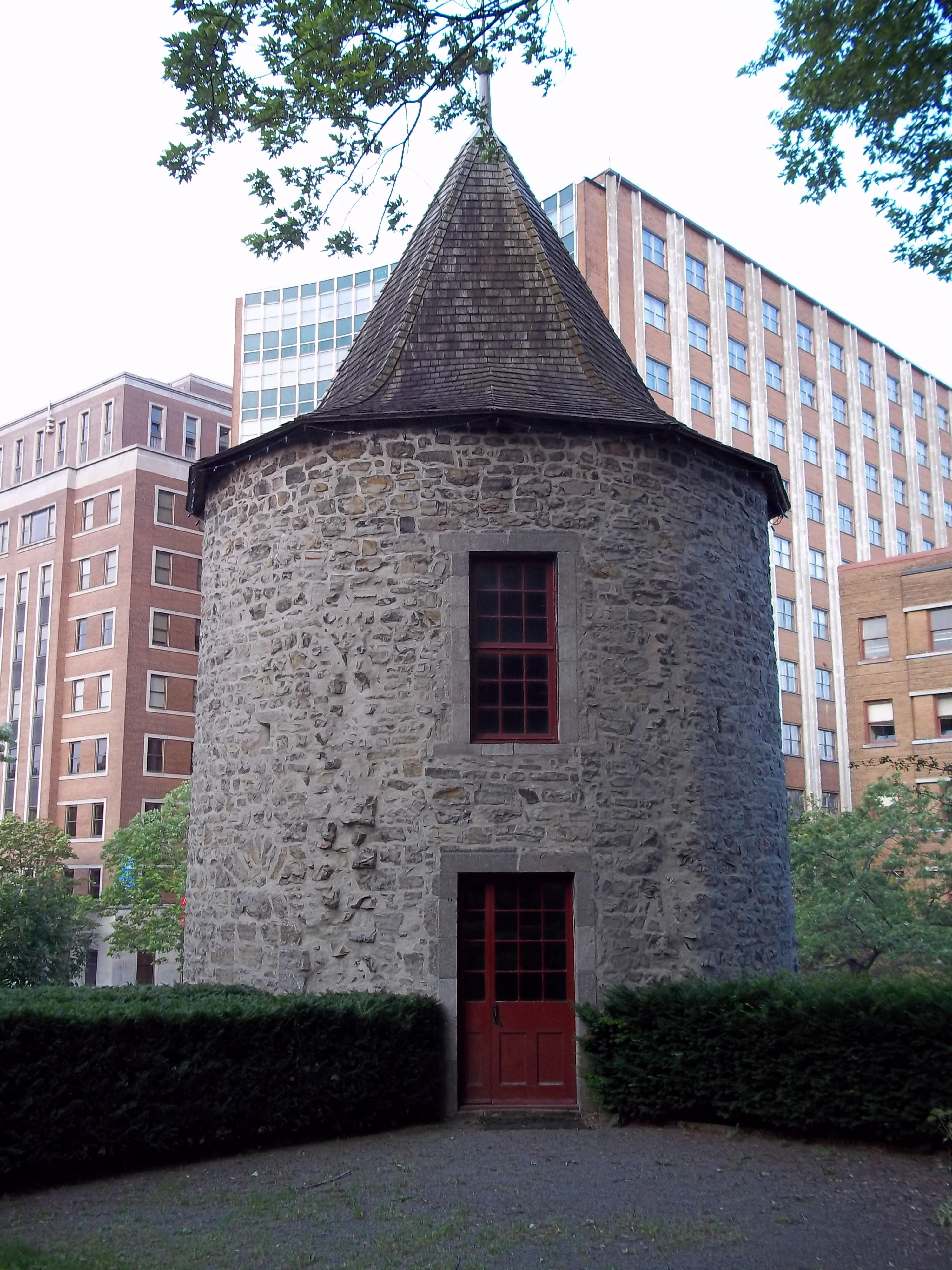
Limousinerie au fort de la Montagne, Montréal, Québec
Fort de Chambly, Vieux-Montréal, Québec
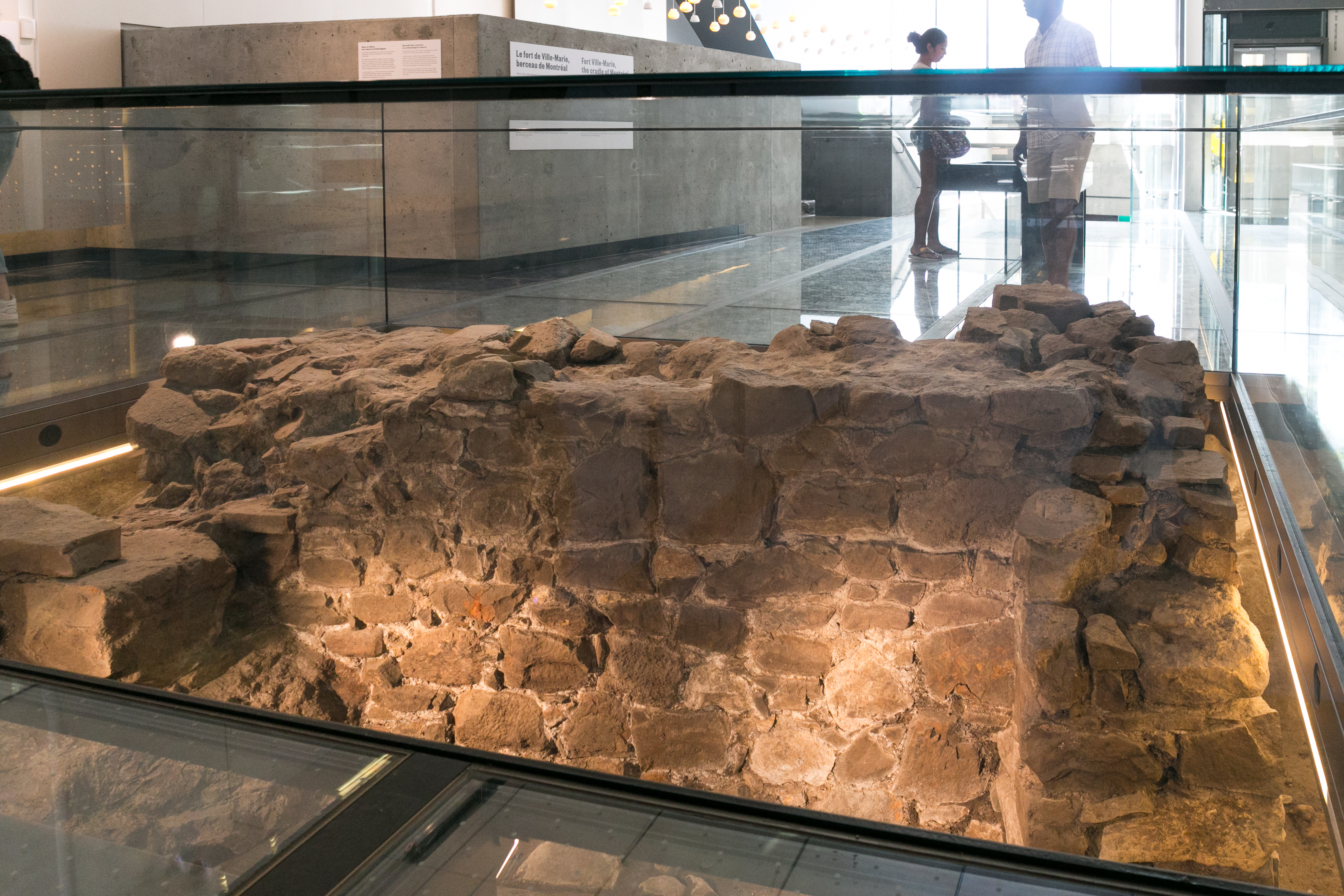
Montréal - Pointe-à-Callière, vestiges du château de Callière
Les maçons limousins ont repris certaines techniques de construction des murs romains (mur antique, ici à Commugny en Suisse)
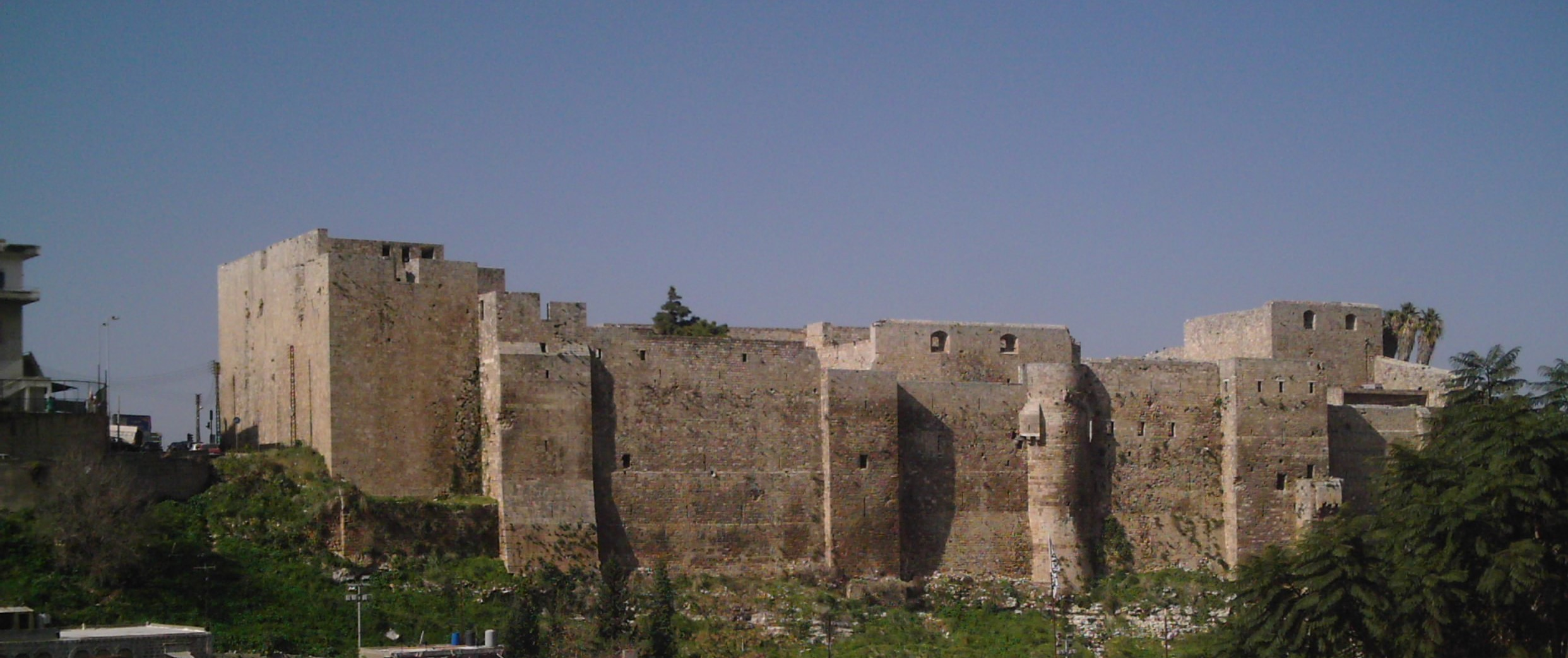
À travers le monde, on peut relever de nombreux exemples de limousineries, ici au château Saint-Gilles (citadelle de Tripoli), au Liban